# Leptomys ernstmayri
Leptomys ernstmayri är en däggdjursart som beskrevs av Rümmler 1932. Leptomys ernstmayri ingår i släktet Leptomys och familjen råttdjur. IUCN kategoriserar arten globalt som livskraftig. Inga underarter finns listade i Catalogue of Life.

## Utseende
Vuxna exemplar har en kroppslängd (huvud och bål) av 124 till 156 mm, en svanslängd av 132 till 171 mm och en vikt av 48 till 70 g. Bakfötterna är 33 till 42 mm långa och öronen är 15 till 24 mm stora. Den korta och täta pälsen är på ovansidan gulbrun till orangebrun med gråa nyanser samt med glest fördelade hår som har svarta spetsar. Det finns en tydlig gräns till den krämfärgade till vita undersidan. Liksom andra släktmedlemmar har Leptomys ernstmayri en lång och smal nos samt långa morrhår. En mörkare ansiktsmask kring ögonen saknas. Jämförd med andra släktmedlemmar är arten medelstor och den har en lång svans i förhållande till andra kroppsdelar.

## Utbredning
Denna gnagare förekommer i bergstrakter på östra Nya Guinea. Arten lever i regioner som ligger 1200 till 2800 meter över havet. Den vistas där i tropiska skogar. Några individer hittades i sitt underjordiska bo nära en bäck.

## Ekologi
Honor har två spenar och därför antas att det maximala antalet ungar per kull är två. Två honor var dräktiga med var sin unge. I magsäcken av flera exemplar hittades rester av ryggradslösa djur samt av svampar. Några individer fångades med fällor som hade skalbaggar som bete.